# Madhav Rao Scindia
Madhav Rao Scindia (Bombay, 10 marzo 1945 – Distretto di Mainpuri, 30 settembre 2001) è stato un politico indiano.
Fu il Maragià titolare di Gwalior dal 1961 al 2001.

## Nascita e famiglia
Madhav Rao Scindia nacque come unico figlio maschio di George Jivaji Rao ultimo Maragià effettivamente regnante del ricco Stato di Gwalior e di Vijaya Raje Scindia, figlia del nobile (thakur) Mahendra Singh di Kotla, più volte eletto alla Lok Sabha, all'assemblea dello Stato del Madhya Pradesh e alla Rajya Sabha, e di Chuda Devashwari Devi dei Rana del Nepal.
L'8 maggio 1968 sposò a Delhi Kiran Rajya Lakshmi Kumari Devi, poi nota come Madhavi Raje Sahib Scindia, figlia del generale Yuvraj Shamsher Jang Bahadur Rana del Nepal. Dal matrimonio sono nati due figli:
- Jyotiraditya Rao Scindia
- Chitraganda Raje Scindia, moglie di Vikramaditya Singhji Bahadur, principe ereditario del Kashmir

## Carriera politica

### Mandati elettivi
Madhav Rao Scindia è stato eletto nove volte consecutivamente alla Lok Sabha indiana a partire dal 1971, quando si presentò per il collegio di Guna come indipendente, ma con l'appoggio del Bharatiya Jana Sangh, il partito nazionalista di cui la sua influente famiglia era tra i maggiori sostenitori.
Nel 1977, nonostante le resistenze della famiglia, passò tra le file del partito del Congresso e venne rieletto nel distretto di Guna, mentre nel 1984 fu nominato dal Congresso come candidato per il distretto di Gwalior in modo da strappare il seggio al Bharatiya Janata Party, il cui candidato era l'ex primo ministro Atal Bihari Vajpayee, cosa che avvenne con un ampio margine. Precedentemente, Madhav Rao Scindia aveva evitato di presentarsi nel collegio di Gwalior per non competere con la madre, Vijaya Raje Scindia, una delle maggiori attiviste del Bharatiya Janata Party. In seguito si presentò, vincendo, alternativamente per i collegi di Gwalior e di Guna.
Nel 1996, Madhav Rao Scindia fondò il partito Madhya Pradesh Vikas Congress, in risposta all'esclusione della sua candidatura da parte del partito del Congresso, dovuta ai dissidi con il presidente del Congresso e primo ministro P. V. Narasimha Rao. Nel 1998, dopo l'estromissione di quest'ultimo dal governo e dagl'incarichi di partito, il Madhya Pradesh Vikas Congress si riunificò al partito del Congresso.
Nel 1996, il Madhya Pradesh Vikas Congress appoggiò il governo di coalizione del Fronte unito guidato dal Janata Dal, ma Madhav Rao Scindia, eletto alla Lok Sabha, si astenne dall'assumere incarichi ministeriali, e lavorò per ricostruire buoni rapporti col partito del Congresso.

### Incarichi ministeriali
Nel 1984 fu nominato ministro delle ferrovie (1984-1989) sotto il governo di Rajiv Gandhi. Nel governo di P. V. Narasimha Rao rivestì l'incarico di ministro dell'aeronautica civile e del turismo (1991-1993), ma rassegnò le dimissioni a seguito di un incidente aereo che fortunatamente non causò alcuna perdita umana. In seguito fu ministro per lo sviluppo delle risorse umane (1995-1996).
Nel 2001, all'apice della sua popolarità e influenza e tra i potenziali candidati primo ministro, perse la vita in un incidente aereo.

## Maragià di Gwalior
Lo Stato di Gwalior restò indipendente e retto da monarchia assoluta fino a poco dopo l'indipendenza dell'India del 15 agosto 1947. Il maragià George Jivaji Rao, padre di Madhav Rao Scindia, su pressione dell'Unione indiana, firmò un accordo con gli altri principi della regione dando vita al nuovo Stato del Madhya Bharat che confluì nell'Unione Indiana il 15 giugno 1948. Il Madhya Bharat in seguito si fuse nel nuovo Stato del Madhya Pradesh il 31 ottobre 1956.
Il 16 luglio 1961 Madhav Rao Scindia succedette al padre nel titolo di maragià di Gwalior.
Il 28 dicembre 1971, il Governo dell'autoritaria Indira Gandhi emendò, con una manovra populista, la Costituzione dell'Unione rimuovendo il riconoscimento ufficiale di "regnante", le immunità e le pensioni, stabilite nei trattati di adesione, ai principi degli Stati principeschi.
Alla morte di Madhav Rao Scindia gli è succeduto il figlio Jyotiraditya Rao Scindia.